# Batalha do monte Tifata
A Batalha do Monte Tifata foi a primeira batalha da Primeira Guerra Civil da República Romana, travada em 83 a.C. entre as forças do optimate Lúcio Cornélio Sula e do cônsul popular Caio Norbano.

## História
Norbano foi eleito cônsul em 83 a.C. com Lúcio Cornélio Cipião Asiático Asiageno e os dois organizaram um exército para tentar impedir a marcha de Sula, que havia acabado de desembarcar em Brundísio com seus veteranos e estava tentando reunir seus aliados da facção dos optimates, contra a capital romana, sob o comando dos populares desde o final de 87 a.C.. Sula enviou emissários para tentar discutir termos de uma trégua com Norbano, mas eles foram expulsos quando ficou claro que eles estavam tentando subornar os homens de Norbano, que eram, majoritariamente, novos recrutas. 
Nesta campanha, os dois cônsules decidiram liderar seus próprios exércitos na Campânia. Assim, enquanto Cipião montou seu acampamento perto de Teano, Norbano seguiu para Cápua. Sula atacou primeiro o exército de Norbano, que, apesar da ajuda de Quinto Sertório, foi derrotado em Monte Tifata. As tropas recrutadas de Norbano nada puderam fazer contra os veteranos de Sula; cerca de seis mil soldados de Norbano perderam a vida enquanto Sula perdeu apenas setenta homens. Esta batalha é situada por Apiano em Canúsio, na Apúlia, no que é refutado por Plutarco e Floro. É provável que Apiano tenha se confundido com Casilino, uma cidade à beira do Volturno. Norbano conseguiu se refugiar no interior das muralhas de Cápua e sobreviveu e reagrupou os sobreviventes de seus homens..